# 540 (удар)

Удар 540, известный как удар «Полумесяц»

Удар 540 (кит. трад. 旋風腳, пиньинь xuanfeng jiao, палл. сюаньфэн цзяо, буквально: «нога-смерч», англ. 540 kick), известный также как Чит 540 (англ. Cheat 540), круговой инсайд-кик (англ. inside turning kick), инсайд-кик в прыжке (англ. jump inside kick) и гипер-торнадо удар (англ. "hyper" tornado kick) — в боевых искусствах удар, наносимый в прыжке. Для выполнения удара боец должен в ходе прыжка совершить поворот всего тела примерно на 540 градусов, хотя иногда достаточно и 360 градусов без учёта усилий, приложенных для прыжка. Сначала боец совершает поворот из исходной позиции, как при ударе с разворота, однако затем коленом и бедром выполняется мах, направляющий тело вверх. Прыжок совершается с основной ноги, которой наносится удар на большей скорости. Вторая нога является маховой и служит для контролирования движения в воздухе. Ударной ногой боец обгоняет маховую ногу, разворачивая корпус, и приземляется на  неё. Маховая немного убирается при приземлении.
Удар используется в таких боевых искусствах, как тхэквондо, тансудо, ушу, шаолинь-цюань, капоэйра и некоторых школах карате, хотя чаще ассоциируется с корейскими боевыми искусствами. Балет также заимствовал это движение из боевых искусств, там подобное движение ногами является вариацией «бочки». Танцоры балета используют это движение часто в сольных номерах. Движение, являющееся обратным вариантом этого удара — «обратные 540» (англ. reverse 540) — также используется танцорами балета, среди которых выделяются Даниил Симкин, Тэцуя Кумакава и Джозеф Филлипс. В профессиональном реслинге этот приём называется «Круговой штопор в прыжке» (англ. jumping corkscrew roundhouse kick).

## Основные варианты
Наименование удара зависит от позиции ноги, совершённого поворота и расположения бёдер, причём в разных вариациях могут быть добавлены различные удары.

### «Липовые» 540
Удар в прыжке с поворотом, который является подражанием удару 540. Исполнитель прыгает на противника, чтобы выполнить затем инсайд-полумесяц или круговой удар, и затем приземляется на ударную ногу. Этот приём не является чистым выполнением удара 540.

### 540 полумесяц
Подобный удар наносится в ушу и не отличается от удара-полумесяца — пальцы направлены вперёд, бёдра смотрят в сторону противника. Удар наносится внутренней стороной стопы (от пятки до большого пальца).

### 540 круговой
При проведении этой атаки бёдра совершают поворот на 90 градусов перед нанесением ударом. Удар — круговой, наносится верхней частью стопы или лодыжки во избежание перелома пальцев. Он называется также «болли-кик» (англ. Bolley Kick) в тхэквондо, его популяризовали Джордж Чанг и Стивен Хо в соревнованиях по боевым искусствам. Термин «540» в тхэквондо подразумевает именно круговой удар, а не хук.

### Обратные 540
Выполнение этого удара схоже с ударом «360» в один оборот. Боец опирается на правую ногу, совершает на ней оборот всего тела, затем с опорой на левую ногу подпрыгивает вверх, совершая ещё один поворот в воздухе и бьёт правой ногой противника. Иначе говоря, обратные 540 состоят из поворота на 360 градусов, удара-полумесяца против часовой стрелки и приземления на ту же ногу.

### Ленивые 540 (Плейбой 540)
Удар называется «лэзибой» или «плейбой» и технически соответствует обычному удару 540. Руки необходимо спрятать за спиной или держать на голове (словно боец изображает отдыхающего или лежащего человека). Эта вариация не только показывает зрителям лёгкость нанесения удара 540, но и демонстрирует, что бойцу не нужно использовать руки при выполнении приёма. За свою неординарность этот удар получил второе название «плейбой».

### 540 двумя ногами
Боец прыгает, отталкиваясь обеими ногами, и затем наносит удар-полумесяц.

### Сайдсвайп
Хотя движение тела и техника отличаются, при сайдсвайпе боец опирается на ту же ногу, которой наносит удар и на которую приземляется. Отличие от 540 заключается в том, что тело вращается параллельно земле и удар может быть ещё и обратным. После того, как вторая нога выбрасывается вверх при прыжке, тело наклоняется назад так, словно вращается в горизонтальном положении. Удар является достаточно сложным и редко применяется.

### 540 хук (Чит 720)
Известный как «Чит 720» или «Колесо 540», хук 540 включает в себя ту же технику приземления. Однако боец бьёт не той ногой, на которую опирается при прыжке — вместо этого он совершает поворот ещё на 180 градусов и наносит хук или удар-полумесяц другой ногой (зависит от расположения ног). В тхэквондо этот удар классифицируется как 540.

### 540 гиро
Боец совершает удар-полумесяц или круговой удар с поворотом тела на 540 градусов, однако вместо приземления на бьющую ногу совершает ещё один поворот в воздухе перед приземлением. Удар распространён в ушу, однако считается достаточно сложным для исполнения.

### 540 со шпагатом
Традиционный удар 540 может быть завершён приземлением со шпагатом: бьющая нога выносится назад после удара, другая выносится вперёд. Теоретически любой трюк может быть завершён приземление на шпагат, однако при выполнении этого может потребоваться более высокий прыжок, дополнительный поворот тела и крайняя внимательность.

## Варианты с дополнительными ударами

Несколько более усложнённый вариант

При выполнении этого трюка могут быть нанесены ещё дополнительные удары в воздухе.

### Полумесяц 540 / Фэй Лонг
Не путать с ударом «540 полумесяц». При ударе «полумесяц 540» сначала наносится удар-полумесяц, а затем и обычный удар 540. Оба удара выполняются в воздухе. Вариация — первый удар-полумесяц как кручёный удар, затем наносится круговой удар. Поворот бёдрами совершается перед ударом, чтобы ноги указывали в сторону противника.

### Стилет
Стилет или джекнайф (англ. Jacknife) схож с «полумесяцем 540» в наличии двух последовательных ударов, однако сначала наносится удар 540 (либо полумесяц, либо круговой). После первого удара вторая нога наносит обратный удар пяткой, при этом боец должен совершить ещё один поворот на 180 градусов. Механика выполнения действия схожа с «540 колесом» или читом 720. Для чистого исполнения необходимо нанести круговой удар вместо инсайд-кика-полумесяца, совершив оборот бёдрами и направив пальцы в сторону противника. После первого удара бёдра бойца будут в правильном положении для последующего поворота и нанесения хука.

### Тройные 540
Комбинация «полумесяца 540» и «стилета»: наносятся три отдельных удара в одном и том же движении, один из которых — ногой для приземления, а оба других — другой ногой. Удары схожи с тройным ударом 720. Этот приём часто можно увидеть на показательных выступлениях по тхэквондо.